# Bo Grönquist
Bo Mårten Tage Grönquist, född 12 juni 1934 i Lund, död där 11 september 2019, var en svensk arkitekt. 

## Biografi
Grönquist var son till domkyrkokamrer Erik Grönquist och Elsi Silfverskiöld. Han avlade studentexamen 1953 och utexaminerades från Chalmers tekniska högskola 1959. Grönquist var anställd hos arkitekt Klas Anshelm i Lund från 1959 och var senare stadsarkitekt i Svedala kommun. Han var styrelseledamot i Svenska Arkitekters Riksförbund (SAR) 1963–1964, fullmäktig i SAR från 1964 samt sekreterare i Arkitektföreningen för Södra Sverige 1963–1964.